# Scooby-Doo y el Rey de los Duendes
Scooby-Doo and the Goblin King (Scooby-Doo y el Rey de los Duendes en países hispanoparlantes) es la decimosegunda película directa a video de la franquicia del personaje Scooby-Doo. Fue producida en 2008 por Warner Bros. Animation (aunque el logo de Hanna-Barbera Productions también aparece. Aunque su sucesora La espada del samurai fue producida y terminada al mismo tiempo que esta, The Goblin King fue lanzada primero para coincidir con la temporada de Halloween, el 23 de septiembre de 2008. Es la primera producción de Scooby-Doo hecha sin uno de los creadores originales Bill Hanna y Joe Barbera. 

## Sinopsis
El Asombroso Krudsky, un mago de feria fracasado, le roba la luz mágica a la Princesa Hada del Sauce, y Scooby-Doo y Shaggy deben detenerlo ¡o todos se convertirán en horribles monstruos de Halloween! Con ayuda del Sr. Gibbles y sus cartas mágicas, el perro y su dueño toman el Tren de la Muerte, que los lleva al mundo fantástico de la Tierra de Halloween para quitarle al Rey de los Duendes su poderoso Centro antes de la medianoche. En el camino, se encuentran con el Jinete sin Cabeza, el servicial Jack La Linterna y una escoba juguetona que los lleva al viaje de sus vidas. Con ayuda de las hadas, llegan finalmente al castillo del Rey de los Duendes, donde deben tomar una poción que los disfraza de... Daphne y Velma, para colarse en la fiesta que allí se realiza.

## Reparto
- Frank Welker - Scooby-Doo y Fred Jones
- Casey Kasem - Shaggy Rogers
- Mindy Cohn - Velma Dinkley
- Grey DeLisle - Daphne Blake, Bruja Gato y Honeybee (Abejita)
- Wayne Knight - El Asombroso Krudsky
- Jay Leno - Jack O'Lantern (Jack La Linterna)
- Wallace Shawn - Sr. Gibbles
- James Belushi - Glob
- Larry Joe Campbell - Glum
- Tim Curry - El Rey de Los Duendes
- Hayden Panettiere - Fairy Princess Willow (Princesa Hada del Sauce)
- Lauren Bacall - La Gran Bruja
- Russi Taylor - Bruja Búho y Tiddlewink

- Datos: Q1753923
- Multimedia: Scooby-Doo! and the Goblin King / Q1753923